# Vincent Candela
Vincent Philippe Antoine Candela (* 24. říjen 1973, Bédarieux) je bývalý francouzský fotbalista. Hrával na pozici obránce.
S francouzskou fotbalovou reprezentací vyhrál mistrovství světa roku 1998 a mistrovství Evropy roku 2000. Hrál též na světovém šampionátu 2002. Celkem za národní tým odehrál 40 utkání a vstřelil 2 góly.
S AS Řím se stal v sezóně 2000/01 mistrem Itálie.